# 岩下政之
岩下 政之（いわした まさゆき、1978年11月9日 - ）は、日本の舞台俳優、声優。三ツ矢雄二主宰『 劇団アルターエゴ』元劇団員、演劇ユニットKitty-Guysの元メンバー。兵庫県出身。血液型はA型。

## 人物
- 劇団アルターエゴに所属していたが2008年6月に退団。退団以前から所属していたブリングアップを2009年9月をもって所属を離れる。現在はフリー。
- 演劇ユニットKitty-Guysの元メンバー。（2012年4月脱退）
- SPICE BIRD 代表兼看板おやじ。
- マウントロックチャリンコ部の部長。
- 愛称は「いわちゃん」「がんちゃん」「岩下氏」など。
- 趣味は散歩、悪戯。

## 出演作品

### テレビアニメ
- おねがいマイメロディ（上歯出投手）
- おねがいマイメロディ 〜くるくるシャッフル!〜
- ビックリマン2000（ベイト）
- ミチコとハッチン（チンピラ）
- 遊☆戯☆王デュエルモンスターズGX（武田、ベージ（暗黒界の尖兵 ベージ）、無線、下級生、リングアナ、アナウンサー、係官）
- 遊☆戯☆王5D's（刑務官、収容者 他多数）

### 劇場版アニメ
- 10thアニバーサリー 劇場版 遊☆戯☆王 〜超融合!時空を越えた絆〜（ジャンク・ウォリアー）

### 舞台
- 夜想会『ジュリアス・シーザー』（2002年4月） - シーザーの召使 役
- オペラ『マノン』助演
- 後藤真希主演ミュージカル『サヨナラのLove Song』（2004年2月） - 井上信二 役
- 二人のいとこと貴公子（2004年5月） - バーミヤン 役
- スタンダードソング『Knock. Out. Brother -2005 version-』（2005年10月）
- 衝突安全ボディー『スーパーヒーローイズム』（2006年5月）
- ロックミュージカル『BLEACH』The Dark of The Bleeding Moon（2006年8月） - 隊員 役
- ロックミュージカル『BLEACH』No Clouds in the Blue Heavens（2007年3月） - 隊員 役
- ミュージカル『エア・ギア』vs.バッカス Super Range Remix（2007年5月） - DJ 役
- D-BOYS STAGE『完売御礼』（2007年6月）
- 劇団アルターエゴ 第35回公演『踊るべき子供たち』（2007年12月）
- ROCK MUSICAL BLEACH DX（THE ALL，the LIVE 卍解SHOW code:002）（2008年3月） - 隊員 役
- Kitty-Guys『MIZUNOピューマー』（2008年5月）
- D-BOYS STAGE『ラストゲーム』（2008年6月 - 7月） - 審判 役
- 劇団†勇壮淑女＆Kitty-Guys『島へおいでよ』（2009年1月）
- Kitty-Guys『ビリガキ』（2009年7月）
- アンチョビー『アンチョビー』（2009年11月）
- ROCK MUSICAL BLEACH DX 卍解SHOW code:003（2010年1月 - 2月）
- 劇団上田新作演劇公演 『X星団の四囚』（2010年3月）
- 『ミュージカル 『エア・ギア』 vs.BACCHUS Top Gear Remix』（2010年4月）
- バッカスカッパ第4回公演 『お日さまは勝手に沈む。』（2010年9月）
- Kitty-Guys『『ニューシネマパラダイちゅ』（2010年12月）
- 舞台 異空間ステージ 花咲ける青少年 The Budding Beauty in TheOriental Blue Wind（2011年2月）
- エムキチビート若宮亮presents SCHOOL『R』2nd Color 『S.S☆DANCE』（2011年4月）
- 言いたいことも言えない、小さな夢も見れない、汚い嘘や言葉で操られたくない、真っ直ぐに向き合う現実に誇りを持ちたいだけだから（2014年6月）

### PV
- 浜崎あゆみ『Voyage』 - 医師助手 役

### 短編映画
- 浜崎あゆみ ショートフィルム『月に沈む』（2002年11月） - 医師助手 役

### CM
- ニッセイ『新・生きるチカラ　居酒屋篇』

### VP
- NHK DVD『ながらエクササイズ』 - 社員 役
- 『ビジュアル社会心理学入門』 - 社員 役
- テレビ朝日映像『ティーエムキューブ』 - 夫 役
- 『DVD記憶術講座』 - キャスター 役
- NTT東日本『PLCアダプターVP』 - 販売員 役
- 日経教育ビデオ 『相手に分かりやすく教える技術』 - 社員 役
- ニュービジネスフォーラムベンチャービジネス企業用VP
- NTT東日本VP 『Biportable』

### ゲーム
- 『ラブ★コン』〜パンチDEコント〜（2006年7月）

### イベント
- ジャンプフェスタ2004『ONE PIECE』スペクタクルステージ（2004年12月）
- ROCK MUSICAL BLEACH the Film Fes-始動!-（2009年5月、東京/8月、大阪）
- BARABAN NIGHT! vol.15（2009年1月）

### TV
- 中野WebTV『生男』（2008年10月14日、Kitty-Guys） - ゲスト

### ラジオ
- 『Kitty-Guysの一人じゃムリだもん』（2008年7月 - 2009年3月）

## マウントロックチャリンコ部
- 渋谷のセレクトショップ「GAIN」の店長と共に2009年4月11日に立ち上げた部活動。自転車を愛するものならば誰でも入部可能。

### 活動
- お花見in代々木公園（2009年4月11日）